# Atkins (Virginie)
Pour les articles homonymes, voir Atkins.
Atkins est une census-designated place située dans le comté de Smyth, dans l’État de Virginie, aux États-Unis. Lors du recensement de 2020, elle comptait 1 121 habitants.